# Сан Костантино Калабро (Вибо Валенција)
Сан Костантино Калабро (итал. San Costantino Calabro) је насеље у Италији у округу Вибо Валенција, региону Калабрија.
Према процени из 2011. у насељу је живело 2097 становника. Насеље се налази на надморској висини од 450 м.

## Становништво
Према резултатима пописа становништва 2011. у општини је живело 2.238 становника.
| 1931. | 1936. | 1951. | 1961. | 1971. | 1981. | 1991. | 2001. | 2011. |
| ----- | ----- | ----- | ----- | ----- | ----- | ----- | ----- | ----- |
| 2.493 | 2.520 | 2.527 | 2.472 | 2.270 | 2.281 | 2.427 | 2.308 | 2.238 |